# Ani ni Tsukeru Kusuri wa Nai!
Ani ni Tsukeru Kusuri wa Nai! (快把我哥带走 兄に付ける薬はない!?), también conocido como Please Take My Brother Away, es un manhua escrito por You Ling. Fue adaptado a una serie de anime durante la temporada de primavera de 2017.

## Sinopsis
Para Mao su hermano Fen es una persona que saca lo peor de ella unas 100 veces por día. No hay momento en que no estén peleando. Sin embargo, ante la aparición de algún problema, Fen se vuelve un hermano más comprensivo, que protege a su hermana menor a toda costa.

## Personajes
- Shi Fen (時分): Protagonista masculino. Es un estudiante de primero de preparatoria totalmente despreocupado de la vida y que prefiere holgazanear con sus amigos. A pesar de que recibe los constantes castigos de su hermana, el a su manera la adora y busca ser un mejor hermano aunque no por métodos honorables.
- Shi Miao (時秒): Protagonista femenina. Va a tercero de secundaria y es muy buena en la educación física, ya que se entreno (accidentalmente) desde la primaria. A pesar de ser fácilmente irascible y agresiva, le tiene aprecio a su hermano. Está perdidamente enamorada de Kai Xin, pero no tiene el coraje suficiente para demostrárselo.
- Kai Xin (開心): Es el mejor amigo de los Shi, siendo compañero de clase de Fen y el interés amoroso de Miao desde que le pagó un almuerzo (con su propia tarjeta), aunque no es consciente de ello. Es uno de los estudiantes más populares al ser parte del equipo de baloncesto del instituto, pero reniega de eso al ser constantemente acosado por las chicas.
- Miao Miao (妙妙) Es la mejor amiga de Shi Miao, y la que la asesora en asuntos femeninos. También idolatra a Kai Xin, pero es consciente de los sentimientos de su amiga.
- Wan Sui (万歳) El hijo mayor de una familia acaudalada, el cual se anotó a un instituto plebeyo para poder ser más libre y esquivar la complicada vida de la nobleza. Se enamora de Shi Miao cuando ella le regala galletas en disculpa por agredirlo, aunque también es inconsciente de que a ella le gusta Kai Xin.
- Wan Xing (万幸) Hermano menor de Wan Sui, se anota en el instituto solo para averiguar el porque su hermano vive vida de plebeyo, adaptándose también al mismo estilo de vida, excusándose ante su madre que es solo para investigar. Es igual de fuerte y atlético que Shi Miao.

## Contenido de la obra

### Manhua
Está siendo publicado por You Ling desde el año 2014.

### Anime
Fue adaptado a una serie de anime de 12 episodios, cada uno de 3 minutos de duración. La dirección y el guion fue adaptado por Rareko para el estudio Fanworks, con la producción de Tencent Animation. Fue transmitido entre el 7 de abril de 2017 y el 23 de junio de 2017.

#### Reparto
| Personaje            | Seiyū Original (Japón) |
| -------------------- | ---------------------- |
| Shi Fen              | Yūichi Nakamura        |
| Shi Miao             | Sora Amamiya           |
| Kai Xin              | Kenshō Ono             |
| Wan Sui & Wan Xing   | Natsuki Hanae          |
| Miao Miao            | Chitose Morinaga       |
| Mayordomo de Wan Sui | Shingo Katou           |

#### Banda sonora
- Opening: Sunny Side Up por Brian The Sun.